# Networking (profilaktyka)
Networking – nowoczesna forma pracy socjalnej, działanie o charakterze profilaktycznym, które realizowane są niestacjonarnie (poza instytucjami pomocy społecznej). Stanowi przykład metody „outreach” (wyjście – sięganie – poza – do), czyli pracy poza instytucjami, w środowisku przebywania klienta.
Przestrzenią działania networkerów jest Internet, najczęściej czaty internetowe, portale społecznościowe i różnego rodzaju platformy dyskusji.
Metoda ta przybiera charakter działań:
- informacyjnych (poradnictwo, np. prawne)
- edukacyjno-profilaktycznych (profilaktyka uzależnień oraz edukacji seksualnej, np. w kwestii zakażeń wirusem HIV
- wsparcia psychicznego, a także interwencji kryzysowej
- promowania zdrowia i właściwych postaw.